# 新日特季亞 (普季夫利區)
新日特季亞（烏克蘭語：Нове Життя）是烏克蘭東北部的舊村，曾經由蘇梅州的普季夫利區負責管轄，處於克列文河左岸，距離霍夫齊夫卡、鲁德涅韦和舒列什夫卡1.5公里，1982年人口40。